# Marie – Die Vorarlberger Straßenzeitung
Die Straßenzeitung marie ist eine im österreichischen Bundesland Vorarlberg monatlich in deutscher Sprache erscheinende Zeitung. Es handelt sich um die erste Straßenzeitung, die in Vorarlberg herausgegeben wird.

## Über die Zeitung

### Entstehungsgeschichte und Name
Die Straßenzeitung entstand im Jahr 2015 und wurde am 8. Dezember 2015 erstmals zum Verkauf angeboten. Am ersten Vertriebstag wurde die Zeitung in einer Auflage von 10.000 Stück angeliefert; jedoch war noch kein einziger Kolporteur beschäftigt. Innerhalb weniger Tage fanden sich Interessierte und am 23. Dezember 2015 waren bereits alle Erstdruckexemplare der Zeitung ausverkauft.
Mitbegründer der Zeitung sind Robert Thoma, Gernot Hämmerle, Patrick Fürnschuß und Gerhard Hofer.
Der Name der Zeitung geht zurück auf Robert Sommer, der die Straßenzeitung Augustin mitbegründet hat. Ursprünglich war als Name für die spätere Straßenzeitung Augustin auch der Name „Marie“ im Gespräch, und die Entscheidung für Augustin fiel nur knapp aus. Der Mitbegründer der Straßenzeitung marie, Robert Thoma, nahm dies in einem Gespräch mit Robert Sommer in Wien, bei dem auch über den Titel der neuen Zeitung in Vorarlberg gesprochen wurde, als Anregung mit. Marie (Maria) steht für eine Vielzahl von Begriffsinhalten, wie z. B.
- für Geld (Geldmarie, Goldmarie),[1]
- einen Namen, der sowohl von Frauen als auch Männern verwendet wird (siehe: Marie (Vorname)),
- einen Namen, der sehr vielfältig mit anderen Namen kombiniert werden kann (siehe: Marie-Jeanne, Annemarie, Rosemarie, Marie-Rose, Jean-Marie, Erich-Maria, Marie-Josée etc.),
- einen Namen, der mit der Güte, Weisheit, Ausgleich, Vermittlung etc. vielfach in der Geschichte verbunden war,

und wurde daher als geeigneter Name für die erste Vorarlberger Straßenzeitung angesehen.
marie ist Mitglied beim Weltverband der Straßenzeitungen: International Network of Street Papers

### Vertrieb
Der Vertrieb erfolgt durch Obdachlose und/oder ausgegrenzten Menschen von und auf der Straße. Dabei bleibt die Hälfte des 2,60 Euro betragenden Verkaufspreises den Verkäufern (Kolporteur). Die Zeitung erscheint einmal im Monat und erfuhr seit der ersten Ausgabe eine sehr hohe Akzeptanz in der Bevölkerung, wodurch die Auflage innerhalb von einem Jahr verdoppelt werden konnte (von 10.000 auf 20.000 Stück). Mitte 2016 war ein Aufnahmestopp bei den Verkäufern notwendig, da mit rund 100 Verkäufern das Limit erreicht war.

### Ausrichtung
Die Straßenzeitung marie versteht sich selbst als Sprachrohr für die Anliegen von Randgruppen und ist dabei ein Angebot zur Selbsthilfe für Menschen in Vorarlberg, die an oder unter der Armutsgrenze leben.
Ziel der Straßenzeitung ist es, das Verständnis des Miteinanders aller Menschen zu fördern.

### Aufbau der Zeitung
Die marie hat je nach Ausgabe verschiedene Hauptthemen, die unterschiedlich aufgeteilt werden oder ganz entfallen. Dies sind (in kursiver Schrift sind jene Themen, die in jeder Ausgabe Verwendung finden):
- Editorial
- Mittendrin in V
- Sonderthema
- Interview
- International
- Anders Leben
- Gsi
- Kultur
- Medien
- Rätsel

Grundsätzlich besteht die Zeitung aus einem redaktionellen, sozialpolitischen, „aufklärungsorientierten“ Teil mit Eigenbeiträgen und Gastbeiträgen sowie einem Serviceteil, in dem Veranstaltungstipps und Kleinanzeigen sowie Rätsel zu finden sind. Im Februar 2018 wurde die erste Auflage einer Sonderausgabe (10.000 Exemplare) aufgelegt: marie spezial.

### Finanzierung und Unabhängigkeit
Die Straßenzeitung marie ist ein Sozialprojekt, das nicht auf Gewinn ausgerichtet ist. Die Straßenzeitung wird durch den Verkauf der Zeitung, Werbung sowie von privaten Personen und Institutionen durch Spenden finanziert. Zu den institutionellen Unterstützern des Projekts gehören beispielsweise das Institut für Sozialdienste (ifs), die Caritas, der Verein dowas (der Ort für Wohnungs- und Arbeitssuchende) sowie die Kaplan Bonetti GmbH.
Der Medieninhaber- und Herausgeberverein ist unabhängig und nimmt keine öffentlichen Förderungen in Anspruch.

### Medieninhaber, Herausgeber und Redaktion
Herausgeber der Zeitschrift ist der Verein zur Förderung einer Straßenzeitung in Vorarlberg.
Die verantwortliche Schriftleitung der Zeitschrift obliegt Elisabeth Willi und Frank Andres.

### Zitierweise
Beiträge die in der Straßenzeitung marie veröffentlicht werden, werden üblicherweise folgendermaßen zitiert:
- marie / Jahr / Nr. / Seite